# Coulaines
 Coulaines  es una población y comuna francesa, situada en la región de Países del Loira, departamento de Sarthe, en el distrito de Le Mans y cantón de Le Mans-Nord-Campagne.

## Demografía
| 1507 | 3721 | 7423 | 7291 | 7370 | 7544 |
| Para los censos de 1962 a 1999 la población legal corresponde a la población sin duplicidades (Fuente: INSEE [Consultar]) |      |      |      |      |      |